# Derobrachus megacles
Derobrachus megacles es una especie de escarabajo longicornio del género Derobrachus, tribu Prionini, subfamilia Prioninae. Fue descrita científicamente por Bates en 1884.

## Descripción
Mide 43,5-68,5 milímetros de longitud.

## Distribución
Se distribuye por Guatemala, Honduras y México.